# Peter Kapeller
Peter Kapeller (* 1969 in Wien) ist ein Österreichischer autodidaktischer Künstler, Maler und Grafiker, der sich der Art brut zurechnen lässt.

## Leben
Peter Kapeller wurde in Wien geboren und wuchs in sozialer Vernachlässigung auf. Sein Vater war Alkoholiker, seine Mutter starb, als er zehn Jahre alt war. Er besuchte die Volks- und Hauptschule und begann danach eine Lehre zum Sanitärtechniker und Heizungsbauer, die er wegen einer schweren psychischen Erkrankung nicht abschloss. Nach einem Suizidversuch kam er mit 19 Jahren in die Psychiatrie am Steinhof (Klinik Penzing). Früh wandte er sich künstlerischen Arbeiten zu, die er auch während mehrerer Psychiatrieaufenthalte wegen depressiver Phasen im Wechsel mit manischen Schüben, beibehielt. Mit Mitte zwanzig wohnte er in einem Heim für Obdachlose, bis er 1995 mit Unterstützung durch Betreuer der Caritas der Erzdiözese Wien eine kleine Gemeindewohnung in der Neilreichgasse im 10. Wiener Gemeindebezirk Favoriten beziehen konnte. Von 2021 bis 2023 lebte und arbeitete er im Haus der Künstler im Art/Brut Center Gugging, 2024 zog er in ein Wohnprojekt in Klosterneuburg, eine soziale Einrichtung in Niederösterreich.

## Werk
Peter Kapeller experimentierte schon früh ohne Ausbildung oder Unterstützung mit künstlerischen Medien. An seinen Zeichnungen und Radierungen arbeitet er nur zu Hause, fast ausschließlich in der Nacht. Ein Werk benötigt meist mehrere Wochen Arbeitszeit.
Er verwendet einen Rapidograph sowie Tusche, die er mit Pinsel, Tuschfüller und eigens produzierten Stempeln auf das Papier aufträgt. Vereinzelt ergänzt er die Bilder mit Lacken und Titanweiß. 1995 entstanden seine ersten Großformate und Kupferplatten für Druckgrafiken. In seinen Werken überlagern sich gegenständliche Motive, Schriftzeichen, Symbole und Ornamente. Die einzelnen Werke haben immer ein bestimmtes Thema, denen ein konkreter Auslöser oder eine Erfahrung zu Grunde liegt. „Zeichnungen wie „Die kranke Gesellschaft“ oder „Vertigo“ nehmen Bezug auf Alkoholmissbrauch, Aussenseitertum in der Gesellschaft und seine eigene Behandlung mit Psychopharmaka“.
Unterstützt in seinem künstlerisches Schaffen wird Peter Kapeller seit den 1990er Jahren durch die Caritas der Erzdiözese Wien, in deren ATELIER 10 seit 2012 sein Werk archiviert und dokumentiert wird und beteiligt sich regelmäßig an Ausstellungen. Von 2011 bis 2017 wurde er durch die Galerie christian berst art brut in Paris vertreten.
2010 wurde er mit dem Kunstpreis Euward ausgezeichnet.

## Ausstellungen (Auswahl)
- Atelier 10, Wien: facelift 2023; Drawing Ten 2016; Bild Böse – Porträt und Überzeichnung 2014; Veränderung an allgemeinen Teilen 2012
- 2022: Treger Saint Silvestre: The Art Brut Collection.! Museum Gugging
- 2017: Living in art brut: 123 works from the Hannah Rieger Collection. museumkrems,  Krems an der Donau
- 2016: Oliva Creative Factory, São João da Madeira, Portugal
- 2016: Museum of Everything, Kunsthal Rotterdam
- 2015: Créer, c’est résister. Stadtbibliothek Lyon
- 2015: Elevations. Hommage à Joseph Ferdinand Cheval. Sammlungen abcd/Bruno Decharmed & Antoine de Galbert, Château de Hauterive, Hauterives
- 2015: art brut live. DOX Centre for Contemporary Art, Prag
- 2015: Art brut: Collection ABCD – Bruno Decharme. La Maison Rouge, Paris
- 2014: Oliva Creative Factory, São João da Madeira, Portugal
- 2014: Peter Kapeller – the blackening. Galerie Christian Berst, Paris
- 2013/2014: Raw Vision – 25 ans d'art brut. Halle Saint Pierre, Paris[5]
- 2012: Peter Kapeller – Radierungen. Progr Kulturpunkt, Bern
- 2011: euward5. GAIA Museum Outsider Art, Randers
- 2011: Euward 5. Haus der Kunst, München
- 2011 Drawing Now: Le Salon du Dessin Contemporain. Carrousel du Louvre, Paris
- 2007: Jahresausstellung der Wiener Neustädter Künstlervereinigung. Museum St. Peter an der Sperr, Wiener Neustadt
- 2006: Peter Kapeller – Fragmente. Karmeliterkirche Wiener Neustadt, Wien
- 2004: Junge Kunst. Kunstmesse Linz, Francisco Carolinum, Landesgalerie Linz
- 2001: Klassische Moderne und Zeitgenössische Kunst. Auktionshaus Dorotheum, Wien
- 2000: Outside – Inside. Sotheby’s Forum, Palais Neupauer-Breuner, Wien
- 2000: Psyche und Kunst. Palais Liechtenstein, Museum Moderner Kunst Stiftung Ludwig Wien[4]